# 高ヶ坂石器時代遺跡

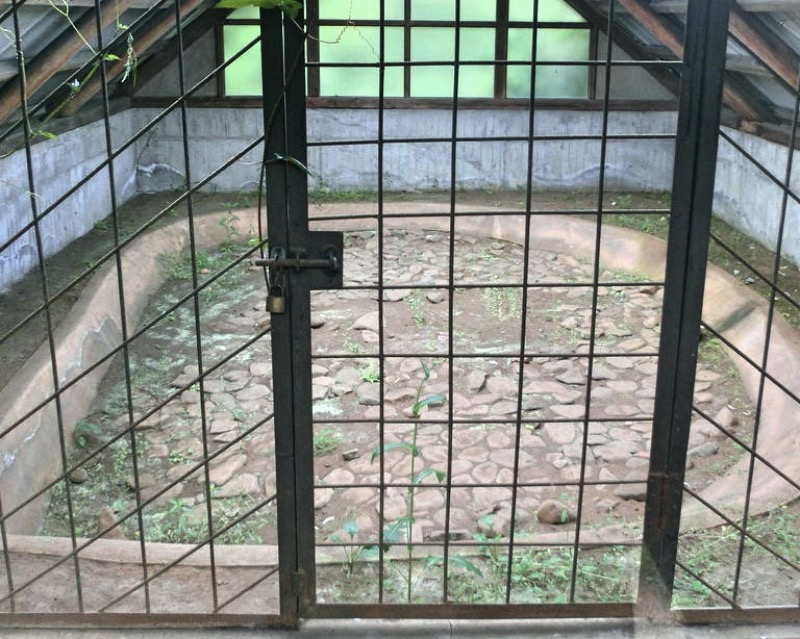
高ヶ坂石器時代遺跡の敷石建物。

高ヶ坂石器時代遺跡（こうがさかせっきじだいいせき）は、東京都町田市高ヶ坂にある縄文時代中期から後期の集落遺跡である。1926年（大正15年）2月24日に国の史跡に指定された。

## 概要
恩田川沿いの段丘上に所在する牢場（ろうば）遺跡・稲荷山（いなりやま）遺跡・八幡平（はちまんだいら）遺跡の3遺跡からなる。縄文中期から後期の柄鏡形敷石建物があり、この種遺構として日本で初めて確認されたものである。
1924年、南多摩郡南村の小学校長・山本亀三より、同村大字高ヶ坂で土器片が出土しているとの報告を聞き、翌1925年、後藤守一によって調査された。

## 各遺構

### 牢場遺跡
牢場遺跡は縄文後期の敷石建物跡である。長径5メートル、短径3.85メートルの楕円形平面で、炉を有する。遺構は覆屋で保護されており、見学できる。

### 稲荷山遺跡
稲荷山遺跡は牢場遺跡の西南27メートルにある縄文後期から晩期の不整系の配石遺構であるが、詳細は不明である。遺構は埋め戻されており、地表には遺構の様子を再現している。

### 八幡平遺跡
八幡平遺跡は上記2遺跡の北800メートル、谷を挟んだ向かいの台地にある。縄文中期末の敷石建物跡で、径3.45メートルの円形平面である。2021年4月より遺跡公園として一部が一般開放された。